# Tulimyrsky
Albums de Moonsorrow
Viides Luku: Hävitetty Varjoina Kuljemme Kuolleiden Maassa
Tulimyrsky (Éclair de feu) est le premier EP du groupe de Pagan metal finlandais Moonsorrow. L'album est sorti le 30 avril 2008 sous le label Spinefarm Records, après avoir été annoncé dans un premier temps pour le 26 mars.
Seul le titre éponyme est inédit. Sur les quatre titres restants composant l'EP, deux sont des titres ré-enregistrés provenant de leurs albums précédents et les deux autres sont des reprises. Le titre éponyme est divisé en neuf "chapitres", cependant les changements de rythmes et de la musique à l'intérieur du titre ne correspondent pas systématiquement à un changement de thème pour les paroles, les deux sont parfois indépendants l'un de l'autre.

## Liste des titres
1. Tulimyrsky – 29:45
2. For Whom the Bell Tolls (reprise du groupe Metallica) – 7:43
3. Taistelu Pohjolasta – 8:11
4. Hvergelmir – 9:30
5. Back to North (reprise du groupe Merciless) – 13:08

## Musiciens
- Ville Sorvali - chant, basse
- Henri Sorvali - guitare, clavier
- Mitja Harvilahti - guitare
- Markus Eurén - clavier
- Marko Tarvonen - batterie